# Đội tuyển Olympic Người tị nạn tại Thế vận hội Mùa hè 2016
Đội tuyển Olympic người tị nạn thi đấu tại Thế vận hội Mùa hè 2016 ở Rio de Janeiro, Brasil từ ngày 5 đến ngày 21 tháng 8 năm 2016 với tư cách là các vận động viên tự do.
Tháng 3 năm 2016, chủ tịch Ủy ban Thế vận hội Quốc tế (IOC) Thomas Bach công bố rằng Ủy ban sẽ chọn ra từ năm đến mười người tị nạn để thi đấu tại Thế vân hội Rio trong bối cảnh "cuộc khủng hoảng người tị nạn trên toàn thế giới" mà đáng chú ý nhất là ở châu Âu. Các vận động viên này được dự kiến sẽ thi đấu dưới màu cờ của Thế vận hội. Ban đầu, đội tuyển có tên gọi "Team of Refugee Olympic Athletes" (Đội tuyển các vận động viên Thế vận hội người tị nạn) với mã IOC là ROA, nhưng sau đó được đổi tên thành "Refugee Olympic Team" (Đội tuyển Thế vận hội người tị nạn) với mã IOC là ROT.
Với mục đích "thể hiện tình đoàn kết với người tị nạn trên khắp thế giới", Cao ủy Liên Hợp Quốc về người tị nạn đã lựa chọn Ibrahim Al-Hussein, một người tị nạn Syria đang sống tại Athens, Hy Lạp, làm người rước đuốc đi qua trại tập trung người tị nạn và nhập cư Eleonas ở thành phố này.

## Lựa chọn vận động viên và tài trợ

Đoàn vận động viên người tị nạn tại lễ khai mạc

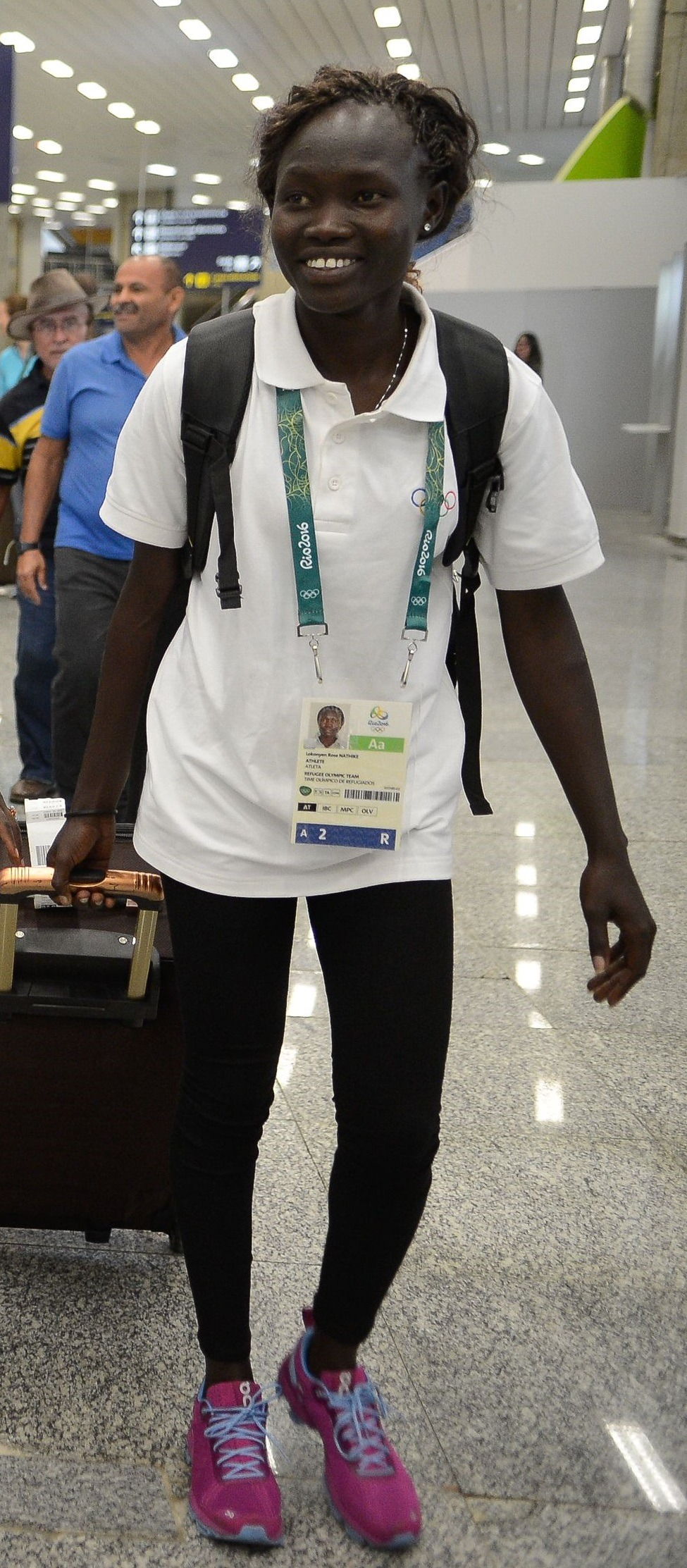
Rose Lokonyen tại Rio de Janeiro để tham dự Thế vận hội

IOC đã xác định 43 ứng cử viên tiềm năng để lựa chọn tham gia đội tuyển chính thức. Quyết định cuối cùng được dựa trên khả năng thi đấu, hoàn cảnh cá nhân và chứng nhận tình trạng tị nạn của Liên Hợp Quốc. Nhằm tài trợ cho việc tập luyện, IOC cũng đã sử dụng một quỹ 2 triệu đô la Mỹ. Sau đó các Ủy ban Thế vận hội Quốc gia (NOC) tiến hành lựa chọn các vận động viên là người tị nạn của nước mình và đủ tiêu chuẩn thi đấu tại Thế vận hội.
Đầu tiên có ba vận động viên được xem là các ứng cử viên tiềm năng, bao gồm Yusra Mardini, một vận động viên bơi lội 17 tuổi người Syria đang sống và tập luyện tại Đức, Raheleh Asemani, một vận động viên taekwondo người Iran đang tập luyện tại Bỉ; và Popole Misenga, một vận động viên judo người Congo đang sống tại Brasil. Mardini và Asemani đã được IOC trao học bổng, riêng Asemani sau đó được nhập quốc tịch Bỉ và đã đăng ký tham gia đội tuyển quốc gia Bỉ. Các ứng cử viên khác được chọn ra từ những người tị nạn do cuộc nội chiến Syria, bao gồm Ahmad Badr Waid, Nazir Jaser và Mohamad Masoo; cũng như từ trại tị nạn Karuma tại Kenya.
Ngày 3 tháng 6 năm 2016, IOC công bố danh sách đội tuyển người tị nạn chính thức sẽ thi đấu tại Thế vận hội.
| Vận động viên     | Nguyên quán            | NOC        | Bộ môn    | Nội dung    |
| ----------------- | ---------------------- | ---------- | --------- | ----------- |
| James Chiengjiek  | Nam Sudan              | Kenya      | Điền kinh | 400 m       |
| Yiech Biel        | Nam Sudan              | Kenya      | Điền kinh | 800 m       |
| Paulo Lokoro      | Nam Sudan              | Kenya      | Điền kinh | 1500 m      |
| Yonas Kinde       | Ethiopia               | Luxembourg | Điền kinh | Marathon    |
| Popole Misenga    | Cộng hòa Dân chủ Congo | Brazil     | Judo      | 90 kg       |
| Rami Anis         | Syria                  | Bỉ         | Bơi lội   | 100 m bướm  |
| Rose Lokonyen     | Nam Sudan              | Kenya      | Điền kinh | 800 m       |
| Anjelina Lohalith | Nam Sudan              | Kenya      | Điền kinh | 1500 m      |
| Yolande Mabika    | Cộng hòa Dân chủ Congo | Brazil     | Judo      | 70 kg       |
| Yusra Mardini     | Syria                  | Đức        | Bơi lội   | 200 m tự do |